# Bartholomaeus Rademann

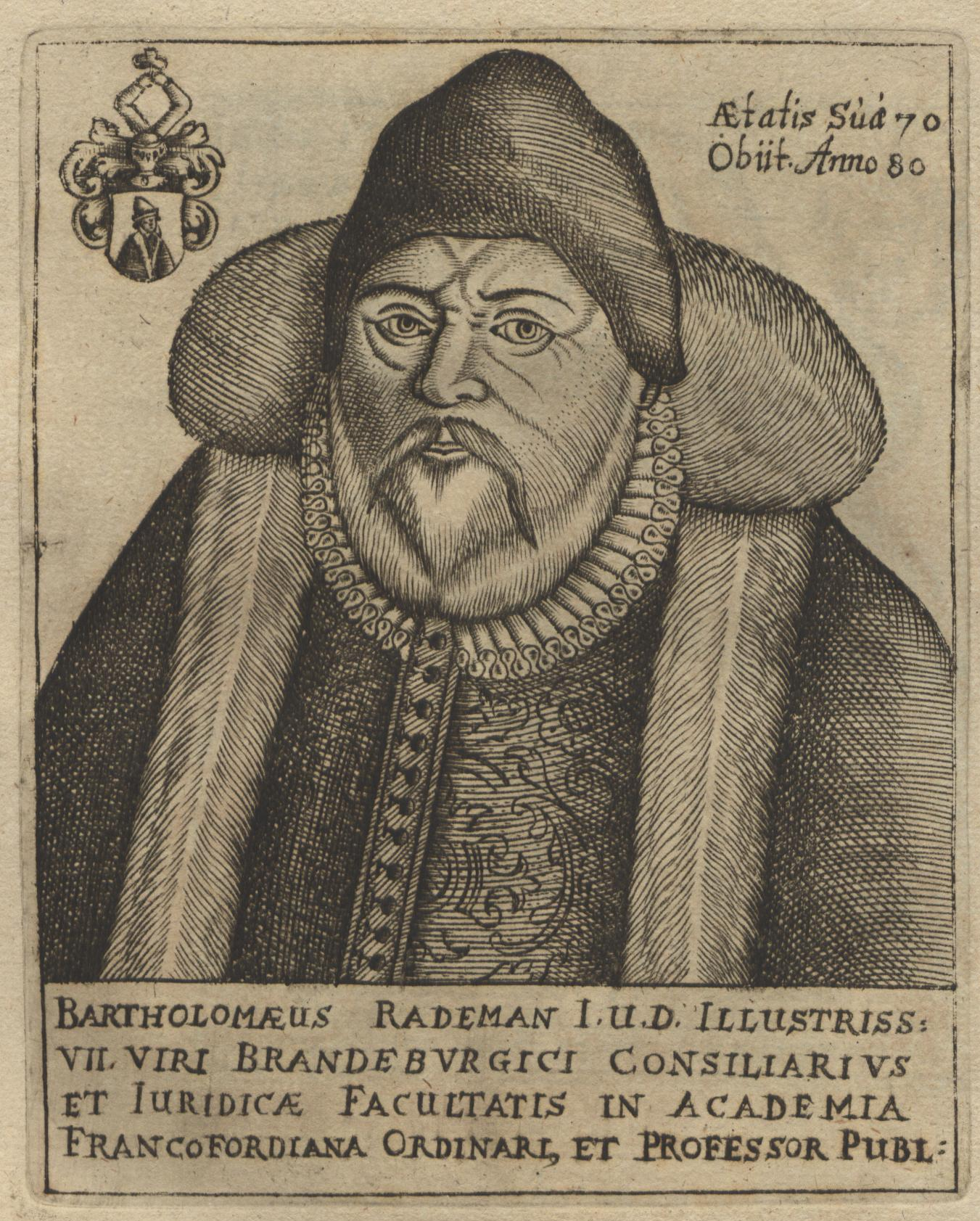
Rademann in Martin Friedrich Seidels Bilder-Sammlung von 1671

Bartholomaeus Rademann (* um 1515; † 22. April 1585)  war ein deutscher Jurist und Professor in Frankfurt (Oder).

## Leben
Der Vater Johann Rademann war Ratskämmerer, die Mutter Elisabeth eine Tochter des Frankfurter Bürgermeisters Merten Wins.
Bartholomaeus Rademann soll um 1541/44 der Hofmeister der Prinzen Johann Georg von Brandenburg und Johann Albrecht von Mecklenburg während deren Studienaufenthaltes in Frankfurt gewesen sein, etwas später auch von Prinz Friedrich von Brandenburg.
Er promovierte 1552 in Recht und Kirchenrecht in Frankfurt unter dem Dekanat von Hieronymus Schurff.
Rademann war eine Zeit lang Syndikus in Kolberg in Pommern und wurde dann Professor, später auch Ordinarius an der Universität Frankfurt.
Von ihm sind keine eigenen Schriften bekannt.
Bartholomaeus Rademann war mit Regina, einer Tochter des Crossener Bürgermeisters Clemens Cnoespel, verheiratet. Kinder waren
- Christoph Rademann († 1611), Jurist, Syndikus in Breslau, kaiserlicher Rat
- Bartholomaeus Rademann († 1602), Theologe, verheiratet mit Benigna Hübner, Schwester des brandenburgischen Geheimen Rats Joachim Hübner[1].
- Regina Rademann
- Elisabeth Rademann
- Regina Rademann (um 1558–1617)
- Eva Rademann (1562–1622)
- Catharina Rademann